# Resolució 2356 del Consell de Seguretat de les Nacions Unides
La Resolució 2356 del Consell de Seguretat de les Nacions Unides fou adoptada per unanimitat el 2 de juny de 2017. El Consell afegeix noves organitzacions i individus a la llista d'aplicació de les sancions imposades per la resolució 1718 (2006) a causa del programa nuclear de Corea del Nord.

## Observacions
La resolució 2356 va ser redactada pels Estats Units després de setmanes de negociacions amb Xina. El representant estatunidenc va dir que enviaria un fort senyal a Corea del Nord: "Deixa de llançar míssils balístics o espera les conseqüències". També va dir que el seu país continuarà intentant arribar a una solució negociada, però Corea del Nord havia de donar els primers passos concrets per posar fi al seu programa d'armes nuclears. Els EUA es defensarien d'altres maneres si fos necessari. Va afegir: "el nostre objectiu no és canviar el règim".
El representant de la Xina va dir que el seu país estava en contra dels llançaments de coets, i sempre havia estat a favor d'una solució diplomàtica. Totes les parts van haver de demostrar restricció i aprendre a confiar l'un amb l'altre. Xina va proposar que Corea del Nord detendria els seus assaigs amb coets si a canvi els Estats Units i Corea del Sud frenaven els exercicis militars. El país havia dit anteriorment que les accions "desagradables" dels Estats Units feien que la consulta i la cooperació internacionals fossin més difícils.
Rússia considerava inacceptables els llançaments de coets sense previ avís. No obstant això, trobava que les referències proactives a les armes químiques i biològiques en les resolucions del Consell de Seguretat eren contraproduents. No hi havia proves que Corea del Nord tingués aquests programes. Les tensions a la península coreana es trobaven en les activitats militars de "certs països de la regió i fora de la regió" i el desplegament d'un sistema de defensa aèria dels Estats Units a Corea del Sud. "Si hom parla en termes d'ultimàtums mai podrà tirar endavant." Com que Estats Units havia imposat prèviament les seves pròpies sancions contra, entre d'altres, empreses russes que subministraven a Corea del Nord, no estava segur que Rússia donés suport a aquesta resolució.
Corea del Sud va argumentar que l'ampliació de les sancions dificultaria que Corea del Nord financés les seves "activitats il·legals". Per tant, el país va demanar a tots els Estats membres de les Nacions Unides que implementessin plenament les resolucions. L'objectiu era aconseguir que Corea del Nord tornés a la taula de negociacions. Es va demanar a aquest país que deixés de provocar, treballés en un diàleg i deixés les activitats nuclears.

## Contingut
El Consell va condemnar que el desenvolupament d'armes nuclears i míssils balístics de Corea del Nord només hagués continuat després del 9 de setembre de 2016. En aquesta data, el país havia celebrat la seva prova nuclear final. Des de llavors, ha llançat més de deu míssils balístics de proves. Demanava que Corea del Nord renunciés al seu programa d'armes nuclears. El 2006 el país ja havia rebut sancions per això, consistents en la congelació d'actius bancaris i prohibicions de viatjar. Després de l'última prova nuclear el 2016, aquestes sancions es van agreujar encara més. Aquesta resolució va afegir quatre organitzacions nord-coreanes i catorze funcionaris a la llista de sancions, que incloïen 46 organitzacions i 53 persones.